# Schutzkultur
Eine Schutzkultur ist eine Mikroorganismenkultur, die bei der Nahrungsmittelproduktion primär zum Schutz von Lebensmitteln eingesetzt wird. Sie soll dabei die Lebensmittel vor dem Befall von anderen Mikroorganismen schützen, die sie verderben oder Krankheiten auslösen können.

## Unspezifische Schutzkulturen

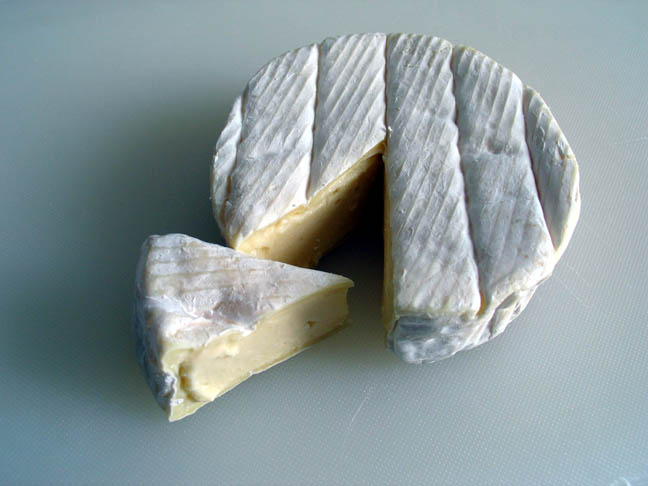
Camembert, ein Weißschimmelkäse

Als unspezifische Schutzkulturen werden vor allem Oberflächenkulturen aus Schimmelpilzen oder Rotschmiere bezeichnet, die Oberflächen besiedeln und auf diese Weise weitere Besiedlungen verhindern oder erschweren. Eingesetzt werden diese Kulturen vor allem bei der Herstellung von Käse oder Wurst, die verwendeten Pilze haben in der Regel zudem eine Funktion als Reifungskulturen und zur Geschmacksbildung der Produkte.

## Spezifische Schutzkulturen
Spezifische Schutzkulturen sind Kulturen, die gezielt gegen bestimmte Mikroorganismen genutzt werden, beispielsweise wenn durch die Kultur das Wachstum bestimmter Bakterien durch Inhaltsstoffe wie Bacteriocine gezielt gehemmt wird. Hierzu gehört vor allem die Haltbarmachung durch Milchsäurebakterien, die neben Milchsäure auch das als Nahrungsmittelzusatzstoff zugelassene Nisin als Bakteriozin bilden. Nisin wirkt lytisch auf die Zellmembran verschiedener Bakterien, vor allem Listerien, Bacillus-Arten und Clostridien.